# فوهة نرغال

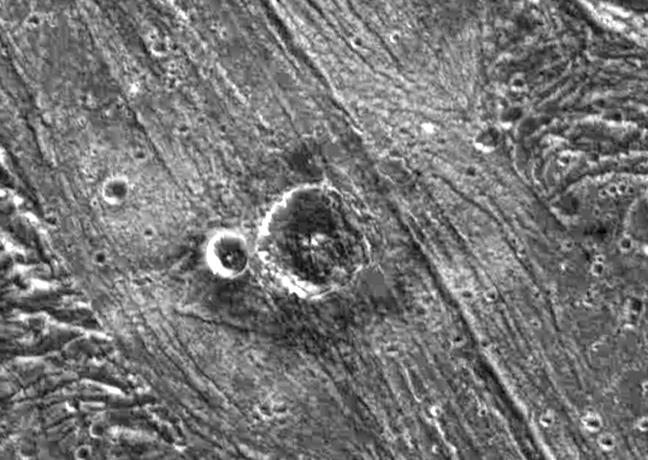

فوهة نرغال (بالإنجليزية: Nergal crater)‏ هي فوهة صدمية على غانيميد، أكبر أقمار المجموعة الشمسية وهو ضمن الأقمار الأربعة لأضخم كوكب المشتري. يبلغ قطرها حوالي 9.6 كيلومتراً.